# Brussels Brecht-Eislerkoor
Der Brussels Brecht-Eislerkoor (BBEK; Brüsseler Brecht-Eisler-Chor) ist ein belgischer Chor. Er wurde nach Hanns Eisler und Bertolt Brecht benannt und steht in der Tradition der Arbeiterchöre. Das Motto des Chores lautet: Zingend partij kiezen! (Wählt die Gesangspartei!). Der Chor bewegt sich mit seinen Auftritten im Spektrum zwischen Agitprop und Musiktheater. Die erste Probe des Chores fand am 25. Juni 1978 unter der Leitung von Marc De Smet statt. Anfangs gab es drei Chöre, neben dem Brüsseler einen in Gent und einen in Antwerpen. Die Proben fanden in Sint-Gillis statt. Die erste Aufführung war die Kantate Die Mutter von Eisler (Musik) und Brecht (Text). Unter Leitung von Lieve Fransen wurde die Performance Jubilate ins Leben gerufen. Am 14. Mai 1990 wurde der Chor zu einer Vereinigung ohne Gewinnerzielungsabsicht. Im Jahr 2005 gab es die Aufführung der Volksoper Vergeten straat  (Vergessene Straße) in Zusammenarbeit mit dem Omroerkoor Hasselt nach dem gleichnamigen Roman von Louis Paul Boon. Bei dem Projekt WaanVlucht! / FuirLaFolie ! (2014) des Chores im Brüsseler Kaaitheater – einer Ode an den Deserteur, an diejenigen, die es wagen, „Nein“ zu sagen – zum Weltfriedenstag war er einer der sieben teilnehmenden belgischen Chöre.